# ケン・リベット
ケネス・アラン・“ケン”・リベット（Kenneth Alan Ribet, [ˈrɪbɪt]、1947年6月28日 - ）は、アメリカ合衆国の数学者。カリフォルニア大学バークレー校教授。数論と数論的代数幾何学を研究。
1986年夏、フライ・セールのイプシロン予想を解決した（フェルマー予想が谷山・志村予想の系であることを証明）。この際、最後の段階ではバリー・メイザーの助言があったと言われる。
この業績が直接のきっかけとなって、アンドリュー・ワイルズによるフェルマー予想の解決がもたらされた。2017年ブラウワー・メダル、2025年スティール賞独創的研究部門受賞。